# Forum Club Handball
Das Forum Club Handball (FCH) ist die Vertretung der europäischen Spitzen-Handballvereine. Die Organisation wurde am 4. Oktober 2011 als eingetragener Verein (e. V.) gegründet. Vereinssitz ist Köln. Die Vorgängervereinigung Group Club Handball wurde am 3. Oktober 2011 aufgelöst.
Das FCH vertritt die Interessen der Vereine gegenüber der Europäischen Handballföderation (EHF), der Internationalen Handballföderation (IHF), der Europäischen Union und anderen. Wechselnde Mitglieder sind die Top-28-Mannschaften der EHF Champions League, die Top-32-Mannschaften des EHF-Pokals, die Top-16-Mannschaften des EHF Challenge Cups und alle Landesmeister.
Präsident des FCH ist Xavier O’Callaghan (FC Barcelona, Spain), die beiden Vize-Präsidenten sind Dierk Schmäschke (SG Flensburg, Germany) und Peter Leutwyler (Kadetten Schaffhausen, Switzerland). Weitere Vorstandsmitglieder sind Janos Szabo (Telekom Veszprem, Hungary), Thierry Omeyer (Paris Saint Germain, France), Julien Deljarry (Montpellier HB, France), Thorsten Storm (THW Kiel, Germany), Gregor Planteu (Celje, Slovenia), Vedran Supukovic (Zagreb, Croatia), Jan Larsen (Aalborg, Denmark), Stathis Papachartofilis (AEK Athens, Greece) und Theo Bougouin (London, England). Geschäftsführer ist Gerd Butzeck.
Das höchste Gremium des FCH ist die Generalversammlung, die sich in der Regel zweimal im Jahr versammelt. Die erste Versammlung findet am Final-Wochenende der Europa- oder Weltmeisterschaft statt, die zweite am Wochenende des EHF Champions League Final-Four-Turniers. Die Vollversammlung bestimmt die Richtlinien der Politik des FCH. EHF Champions-League-Vereine haben vier Stimmrechte, EHF-Cup-Vereine haben zwei Stimmrechte, alle anderen Vereine haben ein Stimmrecht. Wahlen werden alle vier Jahre durchgeführt.
Während der Mitgliederversammlungen werden die Geschäfte von den Vorstandsmitgliedern bestimmt. Sie werden nach der Rangliste der europäischen Handballvereine gewählt. 
Die Generalversammlung wählt die Vereins-Vertreter für die verschiedenen Gremien der EHF (Professional Handball Board und Competitions Commission) und der EHF Marketing GmbH (Strategy Committee, Men’s Club Board und Advisory Board). Präsident Xavier O’Callaghan ist gleichzeitig Mitglied des Exekutivkomitees der Europäischen Handballföderation.
Die Zusammenarbeit des Forum Club Handballs mit der Europäischen Handballföderation ist über ein ‘Memorandum of Understanding’ geregelt. Mit der Internationalen Handball Föderation gibt es ein ‘Partnership-Agreement’.